# Portal of Sorrow
Albums de Xasthur
All Reflections Drained
(2009)
Portal Of Sorrow est le huitième album studio du groupe de black metal américain Xasthur. L'album est sorti en mars 2010 sous le label Disharmonic Variations.

## Musiciens
- Malefic - tous les instruments, chant
- Marissa Nadler - chant

## Liste des morceaux
1. Portal of Sorrow
2. Broken Glass Christening
3. Shrine of Failure
4. Stream of Subconsciousness
5. Karma/Death
6. Horizon of Plastic Caskets
7. Mesmerized by Misery
8. This Abyss Holds the Mirror
9. Mourning Tomorrow
10. Miscarriage of the Soul
11. Obeyer's of their own Deaths
12. Released from this Earth
13. The Darkest Light
14. Hiver de Glace